# فريكنج

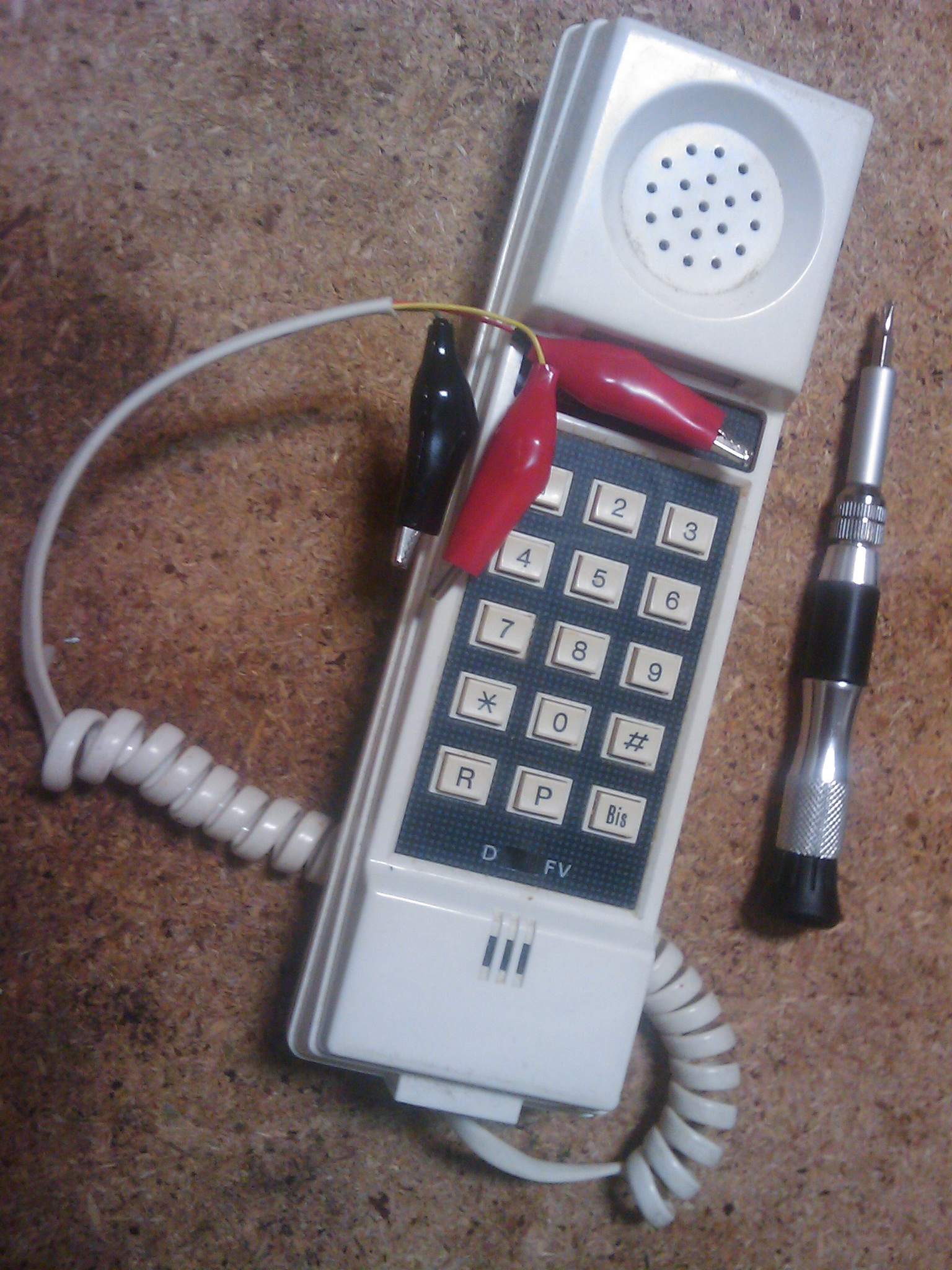

فريكنج (بالإنجليزية: Phreaking) هو مصطلح عامي ودارج، صِيغَ من أجل وصف نشاط الناس الذي يقومون بدراسة أو تجريب أو استكشاف أنظمة الاتصالات، مثل المعدات والأنظمة المتصلة بشبكات الهاتف العمومية.
هذا المصطلح Phreak مقارب لكلمة غريب الاطوار freak مع تبديل حرف f ال بحرفي PH للدلاله على كلمة هاتف Phone.